# Olympische Sommerspiele 1996/Kanu – Vierer-Kajak 500 m (Frauen)
Die Wettkämpfe im Vierer-Kajak über 500 Meter bei den Olympischen Sommerspielen 1996 fanden vom 30. Juli bis 3. August 1996 auf dem Lake Lanier statt. Olympiasieger wurde der amtierende Weltmeister Deutschland.

## Ergebnisse

### Vorläufe
Die jeweils ersten zwei Boote qualifizierten sich direkt für das Finale, alle weiteren Boote für die Halbfinalläufe.

#### Vorlauf 1
| Rang | Athletinnen                                                                | Nation              | Zeit         |
| ---- | -------------------------------------------------------------------------- | ------------------- | ------------ |
| 1    | Xian Bangdi Gao Beibei Dong Ying Zhang Qin                                 | Volksrepublik China | 1:40,045 min |
| 2    | Ingrid Haralamow Daniela Baumer Sabine Eichenberger Gabi Müller            | Schweiz             | 1:40,197 min |
| 3    | Shelley Oates Yanda Nossiter Lynda Lehmann Natalie Hunter                  | Australien          | 1:41,185 min |
| 4    | Sanda Toma Viorica Iordache Raluca Ioniță Mihaela Bene                     | Rumänien            | 1:41,685 min |
| 5    | Szilvia Mednyánszky Éva Dónusz Kinga Czigány Erika Mészáros                | Ungarn              | 1:42,821 min |
| 6    | Hanna Balabanowa Natalija Feklissowa Tetjana Semykina Kateryna Jurtschenko | Ukraine             | 1:43,381 min |
| 7    | Tatiana Levina Inna Isakova Irina Lyalina Yelena Lebedeva                  | Usbekistan          | 1:45,905 min |
| 8    | Sayuri Maruyama Keiko Muto Asako Watanabe Natsuki Nishi                    | Japan               | 1:49,505 min |

#### Vorlauf 2
| Rang | Athletinnen                                                                   | Nation             | Zeit         |
| ---- | ----------------------------------------------------------------------------- | ------------------ | ------------ |
| 1    | Ramona Portwich Birgit Fischer Anett Schuck Manuela Mucke                     | Deutschland        | 1:37,895 min |
| 2    | Agneta Andersson Ingela Ericsson Anna Olsson Susanne Rosenqvist               | Schweden           | 1:39,363 min |
| 3    | Marie-Josée Gibeau Alison Herst Corrina Kennedy Klara MacAskill               | Kanada             | 1:39,691 min |
| 4    | Izaskun Aramburu Beatriz Manchón Ana María Penas Belén Sánchez                | Spanien            | 1:39,863 min |
| 5    | Olga Tischtschenko Tatjana Tischtschenko Larissa Peissachowitsch Natalja Guli | Russland           | 1:41,695 min |
| 6    | Alexandra Harbold DeAnne Hemmens Lia Rousset Druella Van Hengel               | Vereinigte Staaten | 1:43,311 min |
| 7    | Jitka Janáčková Kateřina Heková Kateřina Hluchá Milena Pergnerová             | Tschechien         | 1:44,707 min |
| 8    | Erika Duron Renata Hernández Sandra Rojas Itzel Reza                          | Mexiko             | 1:45,215 min |

### Halbfinalläufe
Die ersten zwei Boote des jeweiligen Halbfinals und der zeitbessere Dritte erreichten das Finale.

#### Halbfinale 1
| Rang | Athletinnen                                                                   | Nation     | Zeit         |
| ---- | ----------------------------------------------------------------------------- | ---------- | ------------ |
| 1    | Marie-Josée Gibeau Alison Herst Corrina Kennedy Klara MacAskill               | Kanada     | 1:38,712 min |
| 2    | Olga Tischtschenko Tatjana Tischtschenko Larissa Peissachowitsch Natalja Guli | Russland   | 1:39,764 min |
| 3    | Sanda Toma Viorica Iordache Raluca Ioniță Mihaela Bene                        | Rumänien   | 1:40,088 min |
| 4    | Hanna Balabanowa Natalija Feklissowa Tetjana Semykina Kateryna Jurtschenko    | Ukraine    | 1:40,092 min |
| 5    | Jitka Janáčková Kateřina Heková Kateřina Hluchá Milena Pergnerová             | Tschechien | 1:42,216 min |
| 6    | Sayuri Maruyama Keiko Muto Asako Watanabe Natsuki Nishi                       | Japan      | 1:45,996 min |

#### Halbfinale 2
| Rang | Athletinnen                                                     | Nation             | Zeit         |
| ---- | --------------------------------------------------------------- | ------------------ | ------------ |
| 1    | Szilvia Mednyánszky Éva Dónusz Kinga Czigány Erika Mészáros     | Ungarn             | 1:37,145 min |
| 2    | Izaskun Aramburu Beatriz Manchón Ana María Penas Belén Sánchez  | Spanien            | 1:37,365 min |
| 3    | Shelley Oates Yanda Nossiter Lynda Lehmann Natalie Hunter       | Australien         | 1:37,905 min |
| 4    | Alexandra Harbold DeAnne Hemmens Lia Rousset Druella Van Hengel | Vereinigte Staaten | 1:40,045 min |
| 5    | Tatiana Levina Inna Isakova Irina Lyalina Yelena Lebedeva       | Usbekistan         | 1:40,893 min |
| 6    | Erika Duron Renata Hernández Sandra Rojas Itzel Reza            | Mexiko             | 1:42,157 min |

### Finale
| Rang | Athletinnen                                                                   | Nation              | Zeit         |
| ---- | ----------------------------------------------------------------------------- | ------------------- | ------------ |
| 1    | Ramona Portwich Birgit Fischer Anett Schuck Manuela Mucke                     | Deutschland         | 1:31,077 min |
| 2    | Ingrid Haralamow Daniela Baumer Sabine Eichenberger Gabi Müller               | Schweiz             | 1:32,701 min |
| 3    | Agneta Andersson Ingela Ericsson Anna Olsson Susanne Rosenqvist               | Schweden            | 1:32,917 min |
| 4    | Xian Bangdi Gao Beibei Dong Ying Zhang Qin                                    | Volksrepublik China | 1:33,089 min |
| 5    | Marie-Josée Gibeau Alison Herst Corrina Kennedy Klara MacAskill               | Kanada              | 1:33,093 min |
| 6    | Izaskun Aramburu Beatriz Manchón Ana María Penas Belén Sánchez                | Spanien             | 1:33,577 min |
| 7    | Olga Tischtschenko Tatjana Tischtschenko Larissa Peissachowitsch Natalja Guli | Russland            | 1:34,345 min |
| 8    | Shelley Oates Yanda Nossiter Lynda Lehmann Natalie Hunter                     | Australien          | 1:34,673 min |
| 9    | Szilvia Mednyánszky Éva Dónusz Kinga Czigány Erika Mészáros                   | Ungarn              | 1:34,693 min |